# Єнс Новотний
Єнс Новотний (нім. Jens Nowotny, нар. 11 січня 1974, Мальш) — німецький футболіст, захисник.
Насамперед відомий виступами за клуби «Карлсруе СК» та «Баєр 04», а також національну збірну Німеччини.

## Клубна кар'єра
У дорослому футболі дебютував 1991 року виступами за команду клубу «Карлсруе СК», в якій провів п'ять сезонів, взявши участь у 103 матчах чемпіонату. Більшість часу, проведеного у складі «Карлсруе», був основним гравцем захисту команди.
Своєю грою за цю команду привернув увагу представників тренерського штабу клубу «Баєр 04», до складу якого приєднався 1996 року. Відіграв за команду з Леверкузена наступні десять сезонів своєї ігрової кар'єри. Граючи у складі «Баєра» також здебільшого виходив на поле в основному складі команди.
Завершив професійну ігрову кар'єру у клубі «Динамо» (Загреб), за команду якого виступав протягом 2006—2007 років.

## Виступи за збірну
1997 року дебютував в офіційних матчах у складі національної збірної Німеччини. Протягом кар'єри у національній команді, яка тривала 11 років, провів у формі головної команди країни 48 матчів, забивши 1 гол.
У складі збірної був учасником чемпіонату світу 2006 року у Німеччині, на якому команда здобула бронзові нагороди, чемпіонату Європи 2004 року у Португалії, чемпіонату Європи 2000 року у Бельгії та Нідерландах.

## Досягнення
- Ліга чемпіонів УЄФА: Друге місце (2002)
- Кубок Німеччини з футболу: Друге місце (1996, 2002)
- Чемпіонат світу з футболу: третє місце (2006)